# 仙游万寿观

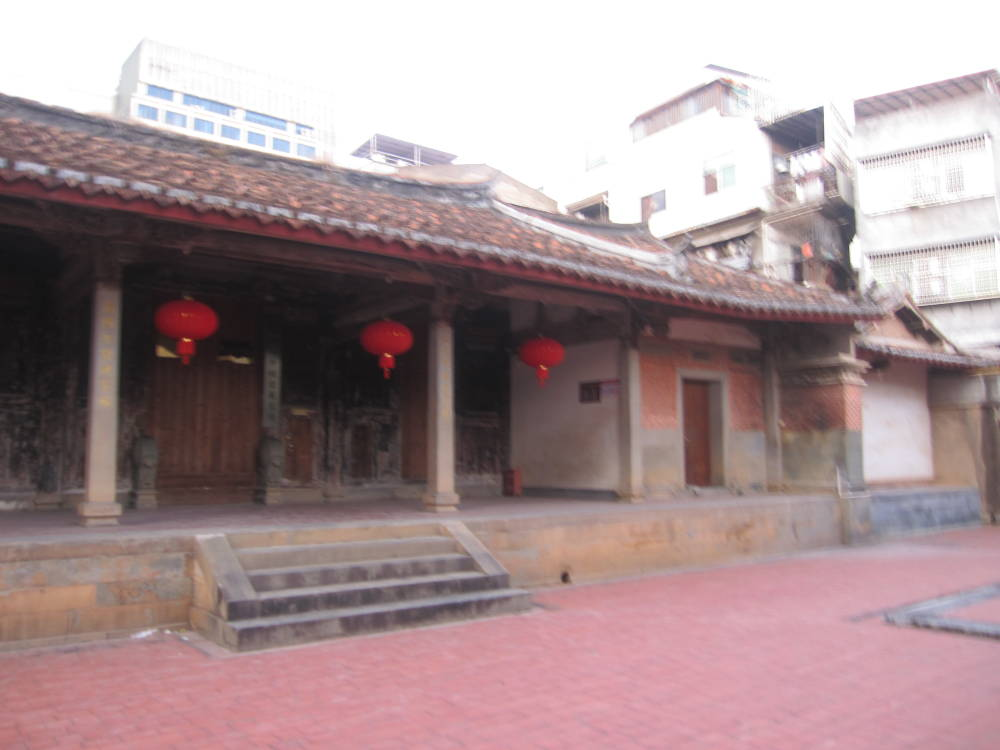
仙游万寿观局部

万寿观是清代古建筑，位于中国福建省仙游第一中学內，是第七批福建省省级文物保护单位，类型为古建筑。目前，仙游万寿观是福建省仙游第一中学的校史陈列馆。
万寿观原名金石山福神道院，宋建炎年间由龙图阁待制傅楫第三子傅謙受修建，以纪念傅楫曾在此读书。明洪武年间重建，占地2233平方米。万寿宫本由前殿、大殿、后殿组成，但后殿在文革时期被拆毁。此观是仙游县保存完好的明清古建筑群，对此县教育、宗教和建筑史具有一定的研究价值。